# Joachim Spremberg
Joachim Richard Julius Gustav Spremberg (* 3. November 1908 in Berlin; † 16. Juli 1975 ebenda) war ein deutscher Ruderer, der 1932 Olympiasieger im Vierer mit Steuermann wurde.
Joachim Spremberg war beim Berliner RC aktiv. Seine erste Medaille bei einer Deutschen Meisterschaft gewann Spremberg 1930, als er zusammen mit Rolf Schober, Hans Eller, Helmut Kistenmacher und Steuermann Johannes Schunack den zweiten Platz hinter dem Vierer des Mannheimer RV belegte. 1931 gewann der Berliner Vierer mit Schober, Horst Hoeck, Spremberg, Kistenmacher und Schunack den deutschen Meistertitel, alle Ruderer saßen auch im Achter, der in seinem Finale den dritten Platz belegte. 1932 erreichte Spremberg mit dem Berliner Vierer das Finale bei den Olympischen Spielen 1932. In der Besetzung Hans Eller, Horst Hoeck, Walter Meyer, Joachim Spremberg und Steuermann Carlheinz Neumann siegte das Boot mit knappem Vorsprung vor dem italienischen Boot. 1933 gewannen Klaus Werner, Joachim Spremberg, Herbert Buhtz, Ernst Heiserich und Carlheinz Neumann bei der Deutschen Meisterschaft im Vierer. Mit dem Achter belegte Spremberg 1933 und 1934 in zwei weiteren Finalläufen den dritten Platz bei der Deutschen Meisterschaft.